# Madia (plante)
Genre
Classification phylogénétique
Madia est un genre de plantes à fleurs de la famille des Asteraceae dont les espèces se trouvent principalement dans certaines parties de l'ouest de l'Amérique du Nord et du Sud.

## Liste des espèces
- Madia anomala
- Madia chilensis
- Madia citrigracilis
- Madia citriodora
- Madia elegans
- Madia exigua
- Madia glomerata
- Madia gracilis
- Madia radiata
- Madia sativa
- Madia subspicata